# 夏風夜涼
《夏風夜涼》（英語：I Want It That Way）是一部2016年由W創作社主辦於葵青劇院公演的舞台劇、是W 創作社的第三十部作品，由黃智龍編導、流行音樂組合Shine聯同梁祖堯、湯駿業、白只主演，還有兩位特邀演出的黃靖程及韋羅莎，並由何秉舜擔任音樂總監。
這次是Shine第一次以組合名義參演舞台劇，亦是黃又南繼《開關係》後再與W創作社合作，一連13場的門票迅速售罄。
《夏》劇發生在2000-2003年的香港，講述五位年輕人在畢業前組成男團「果欄男孩」參加歌唱比賽獲獎，後來他們投身社會工作前想繼續夢想，組成男子組合，可惜各有各忙難以維繫，在夢想與現實之間作最後掙扎.....由於故事以2000年代的粵語流行歌曲串連，加上劇中加插了不少當年的時事及流行文化，成為了七八十後觀眾群的集體回憶。

在演出完結後，不少網上音樂平台如KKbox 、Joox紛紛推出了《夏》劇內的歌單給觀眾回味。由於《夏》劇中的五人組合「果欄男孩」深受觀眾喜愛，由於劇中演唱的同名主題曲〈果欄男孩〉現場反應熱烈，這首由何秉舜作曲、梁栢堅填詞的主題曲亦推出了限量發售的CD 單曲。

## 故事大綱
五個香港麻甩仔。何勇舉行的最後一場棟篤笑並沒有觀眾，全場空蕩蕩的情怳下令他回想起以前讀書時期夾Band的好日子。
仍在設計學院讀書時，為了方便book場踢波，五人成立了一個從來不搞音樂活動的音樂學會。但畢業前，音樂學會被「要求」認真搞一次演唱會，五人忽發奇想組成一隊成立香港版的Backstreet Boys—果欄男孩準備公演。原本以為拉雜成軍，註定失敗收場，但出乎意料之外，演出竟大獲好評獲最受觀眾歡迎大獎！正想解散之際，眾人決定要在有生之年以果欄男孩的名義再舉行一次屬於自己的演唱會。
畢業後，五人決心一邊工作，一邊發展自己的音樂事業，畢竟那時候的香港還是偶像當道的年代...還是後生仔可以單純地為自己夢想打拼的年代...可惜凡事總不會過得如此順利。口中說著很關心樂隊的發展，到頭來只是為了個人利益，加上一些誤會爭吵下，果欄男孩面臨拆夥。
風流總被雨打風吹去！面對殘酷的現實，社會上發生911、沙士等災難，不足三年，五個人已經各有各的打算。有人為結婚惆悵，有人為小生意煩惱，有人往影視發展，但就在告別這個美好的年代、告別「身體內一部份的自己」之前，五人作出了一個浪漫的決定.....。
「是否記憶搞錯，抑或感情用事，我記得那一年的月亮特別靚，夏夜的風也特別清涼...那一年應該是2000年...是我們最後美麗的時光？」
眾人在繁忙的生活中想起當年果欄男孩的美好時光，相約到何勇的棟篤笑舞台上唱最後一次歌。

## 角色表
- 梁祖堯 飾 何勇
- 徐天佑 飾 Sam
- 黃又南 飾 Alex
- 湯駿業 飾 Patrick
- 白只 飾 老莫
- 韋羅莎 飾 小柔
- 黃靖程 飾 Angelina

## 歌曲
劇中歌（歌名及原唱者）：
- 第一場 草地上的半成年
  - 〈半成年〉 （Shine）

- 第二場 我們都是看日劇VCD長大的
  - 日劇 Medley - 〈First Love〉 （宇多田光）、〈サボテンの花〉 （財津和夫）、〈La・La・La Love Song〉 （久保田利伸）
  - 〈大懶堂〉 （大懶堂）--背景音樂

- 第三場 果欄男孩結成日
  - 慢歌勁舞、快歌企定定Medley: 〈Happy Birthday〉 、〈眼睛想旅行〉 （黎明）
  - 〈友情歳月〉 （鄭伊健）
  - 〈Get Down （You're the One for Me）〉 （Backstreet Boys）

- 第四場B 化妝間內的汗與淚
  - 〈鼎鼎大名〉 （Shine）

- 第五場 大排檔初戀事件簿

- 第六場 大帽山上的18相送
  - 〈18相送〉 （Shine）

- 第七場 911存活的燕尾蝶
  - 〈眼淚〉 （范曉萱）--背景音樂
  - 〈非走不可〉 （謝霆鋒）-Alex solo
  - 〈燕尾蝶〉 （Shine）

- 第八場 不只是兄弟的好朋友
  - 〈好朋友〉 （梁漢文）-老莫solo

- 第九場 卡拉OK的成人禮
  - 〈Automatic〉 （宇多田光）
  - 〈好心分手〉 （盧巧音）-背景音樂
  - 〈First Love〉 （宇多田光）

- 第十場 女校男生的心急人上
  - 後現代活著Viva垃圾劇場：〈活著Viva〉 （謝霆鋒）＋〈 垃圾〉 （盧巧音）
  - Double Darkness Vs Triple Brightness:〈心急人上〉 （The Cookies）＋〈 女校男生〉 （Twins）、〈果欄男孩〉 （果欄男孩）*

- 第十一場 解散後的密陽
  - 〈密陽〉 （徐天佑）-Sam solo

- 第十二場A 小食店的迷幻彩虹
  - 〈迷幻彩虹〉 （黃又南）- Alex派台歌

- 第十二場B 天台上給自己的情書
  - 〈給自己的情書〉 （王菲）- Patrick solo

- 第十三場B 果欄男孩再結成
  - 〈果欄男孩〉 （果欄男孩）

- 尾聲 I Want It That Way
  - 〈 I Want It That Way 〉 （Backstreet Boys）

- 主題曲 〈果欄男孩〉 （果欄男孩）
  - 《夏風夜涼》主題曲 （全新創作歌曲）
  - 曲、編：何秉舜@goomusic
  - 詞：梁栢堅
  - 結他：Goro@zarahn
  - 鼓：Edward Chiu
  - 唱：果欄男孩

## 評價
立場新聞專欄舞台劇筆記MAD House認為「《夏風夜涼》是很有誠意的作品，懷緬香港的光輝歲月，也是香港需要的劇場作品。」
蘋果日報專欄高C9手記中認為《夏》劇是香港版的《Mamma Mia》：「最爆一幕，是梁祖堯、白只、湯駿業、徐天佑與黃又南五人因鬥氣而分成兩隊，分別扮Twins與Cookies唱歌，當音樂一響起「又不是八十年代，寂莫芳心的愛……」白只、梁祖堯邊唱邊跳絲帶舞，又打側手翻，全場即時笑聲與掌聲雷動，集體回憶大概是這種。當時我就想，這套劇不就是香港版的《Mamma Mia》嗎？兩者都是用流行曲貫穿一個舞台故事。說到底，只要令到觀眾產生共鳴，便是好戲。」

## 外部連結
- W創作社官方網頁（页面存档备份，存于）
- W創作社Facebook 專頁（页面存档备份，存于）
- W創作社微博（页面存档备份，存于）